# Pietra runica di Björketorp

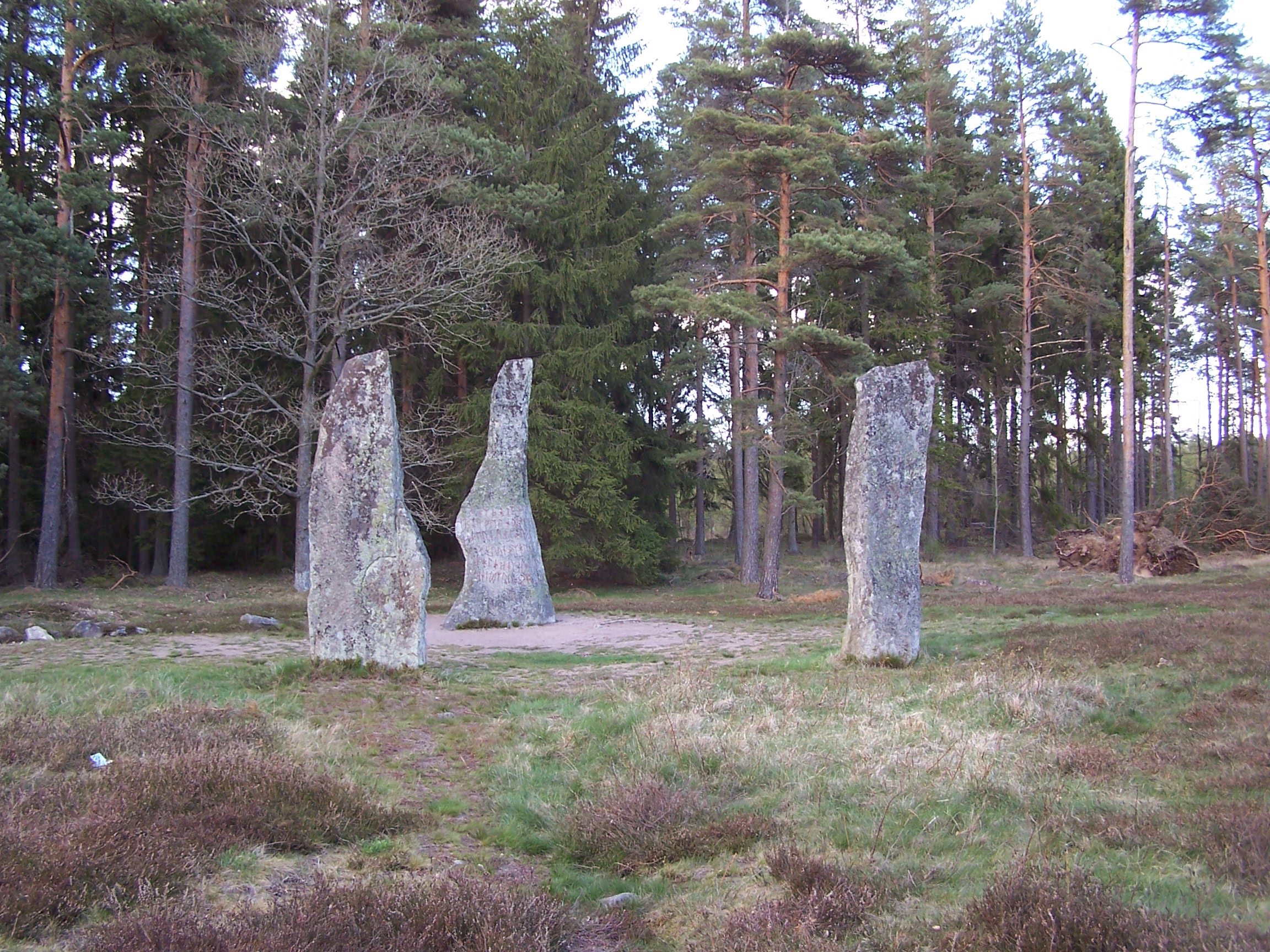
Il complesso di menhir di Björketorp.

La Pietra runica di Björketorp (DR 360 U) è una pietra runica facente parte di un sito megalitico che si trova nella provincia di Blekinge, Svezia. È una delle più alte pietre runiche al mondo, misura 4,2 metri di altezza, e insieme agli altri due menhir forma un imponente complesso megalitico.

## Inscrizione
Le rune furono incise nel VI o VII secolo d.C. in proto-norreno e il testo inciso è simile a quello leggibile sulla pietra runica di Stentoften. Il testo si presenta su due facce del monolito e quello più breve sembra dire "Io prevedo distruzione" o "la previsione della distruzione". L'interpretazione del testo sull'altra faccia è anch'essa oggetto di discussioni.

## Traslitterazione in caratteri latini
- Lato A:hAidz runo ronu fAlAhAk hAiderA ginArunAz ArAgeu hAerAmAlAusz utiAz welAdAude sAz þAt bArutz
- Lato B:uþArAbA sbA

## Trascrizione in proto-norreno
- Lato A:Haidz runo runu, falh'k hedra ginnarunaz. Argiu hermalausz, ... weladauþe, saz þat brytz.
- Lato B:Uþarba spa.

## Traduzione in Italiano
- Lato A:Io, maestro delle rune(?), nascosi qui rune di potere. Incessantemente (afflitto da) maleficio, (condannato a) insidiosa morte (è) colui che rompe questo (monumento).
- Lato B:Io prevedo distruzione / la previsione della distruzione

## Analisi
La maggior parte degli studiosi data l'incisione al VII secolo d.C. e fu utilizzato uno stile delle rune che si pone tra il Fuþark antico e quello recente. Un tipico esempio di questo è la runa "a"  che ha la stessa forma della runa "h" nel Fuþark recente. La runa "k", che assomiglia molto ad una Y, è la transizione da  a  nelle due versioni dei caratteri. Questo rinvenimento è molto significativo perché sono poche le iscrizioni intermedie rinvenute fino ad ora e tra queste possiamo citare la pietra runica di Stentoften, la Pietra runica di Istaby e la Pietra runica di Gummarp (traslata a Copenaghen e persa nell'incendio del 1728).
Le pietre runiche di Stentoften, Istaby e Gummarp, tramite i nomi che compaiono su esse, vengono associate ad uno stesso clan e le persone citate sono sempre dei capo clan. La pietra di Björketorp non riporta nessun nome e dista circa 10 chilometri dalle altre, ma non vi sono dubbi che anch'essa sia collegata alle altre, in quanto riporta lo stesso stile di rune e il medesimo messaggio della pietra di Stentoften. È altresì ovvio che l'autore delle iscrizioni non fu sempre lo stesso e pertanto questo mette in risalto una specifica tradizione runica presente nel Blekinge durante il VII secolo.
Tuttavia, gli studiosi non sono d'accordo sulle finalità della pietra runica. Alcuni pensano che il monumento fosse stato realizzato su una sepoltura e che l'iscrizione servisse a proteggere la sacralità del luogo. Ma, nel 1914, furono eseguiti scavi archeologici che non rinvennero nessuna sepoltura né sotto la pietra runice né dentro il cerchio di pietra. Alla luce di queste scoperte si suggerì che il monumento fosse un cenotafio, cioè un memoriale che rimane lontano dalla reale sepoltura. Un secondo suggerimento fu che si trattava di un santuario per Odino o per la fertilità. O ancora si pensa che il monumento fungesse da confine con il territorio dei Daner.

## Tradizioni locali
La pietra fu descritta in documenti risalenti al XV secolo. Una leggenda locale racconta di come la maledizione sia ancora attiva: molto tempo fa un uomo volle rimuovere la pietra in modo da ottenere più terra da coltivare. Egli accatastò del legname attorno al monolito, con lo scopo di appiccare il fuoco, arroventare la pietra e poi, bagnandola con l'acqua, causarne la rottura. Il tempo era bello e senza vento. Appena egli appiccò il fuoco, una raffica improvvisa di vento portò le fiamme a bruciargli i capelli. Il poveretto si gettò a terra nel tentativo di spegnere il fuoco ma morì bruciato. Tuttavia l'incendio attorno alla pietra runica si spense di colpo, come se una mano enorme avesse soffocato le fiamme e protetto il monumento.